# Julie Sommaruga
Pour les articles homonymes, voir Sommaruga.
 (avril 2015).
Si vous disposez d'ouvrages ou d'articles de référence ou si vous connaissez des sites web de qualité traitant du thème abordé ici, merci de compléter l'article en donnant les références utiles à sa vérifiabilité et en les liant à la section « Notes et références ».
Julie Sommaruga est une femme politique française, née le 1er août 1975 à Nice.

## Biographie
Julie Sommaruga grandit dans les quartiers nord de Nice et s'engage très tôt dans des associations de lutte contre le racisme. Elle rejoint le Parti socialiste en 1991.
Après avoir enchaîné des petits boulots pour financer ses études d'allemand, elle commence sa carrière professionnelle dans une association d'accompagnement à la scolarité.
Elle travaille ensuite à la Mairie de Paris sur les questions de vie étudiante, d'urbanisme et de logement. Après les élections municipales de 2008, elle devient adjointe au maire de Bagneux chargée de l'enseignement. 
Le 17 juin 2012, elle est élue députée de la onzième circonscription des Hauts-de-Seine au second tour de l'élection législative, après un duel avec Jean-Loup Metton. Opposée au cumul des mandats, elle quitte son poste d'adjointe au maire et le conseil municipal en octobre 2012.
Elle n'est pas réélue en 2017, devancée au second tour par la communiste Yasmine Boudjenah et battue par Laurianne Rossi, soutien d'Emmanuel Macron.